# Наукан
Наука́н (на руски: Наукан; ескимоски: Нывукак) е изоставено ескимоско село на нос Дежньов в Чукотски автономен окръг, Русия. До 1958 г. е най-източното селище в Евразия.

## История
Селището е основано през 14 век. Названието „Нывукак“ от ескимоски означава „затревен“, а Наукан е руският еквивалент на името. През 1648 г. на бреговете на Наукан се разбива корабът на Семьон Дежньов. По-късно селището се сдобива с училище. Основният отрасъл в селото винаги е бил риболовът, но са се ловили и крабове. Техниките, които са използвали ескимосите, са били все едни и същи от стари времена. Ловили са се също така нерпи. От кожите им са се шили дрехи.
Изселването започва през 1954 г. като част от плана на СССР за уголемяването на селските райони. Предполага се, че изселването може, също така, да се дължи на стратегическата важност на селището по времето на Студената война. По това време в селото живеят около 400 души. На 20 ноември 1958 г. е изселен и последният жител на селото. След изселването науканският диалект на ескимоския език бързо се асимилира от другите народи и изчезва. Първоначално селяните са настанени в съседното село Нунямо, но след време и то е изоставено. Днес потомците на науканските ескимоси живеят в селата Уелен, Лаврентия и Лорино.